# Andrushivka
Andrushivka (en ucraniano: Андрушівка, en polaco: Andruszówka) es una ciudad ucraniana en el Oblast de Zhytomyr. Población: 9,038 (2013). En 2001, la población era de 9,890 habitantes.
La ciudad está localizada en la ribera del río Huyva, a una distancia de 47 km de la capital regional Zhytomyr. Andrushivka recibió el estatus de ciudad en 1975. Cuenta con un Observatorio Astronómico (A50). Tiene conexión por ferrocarril.

## Historia
El territorio actual de Andrushivka, se estableció ya en el  primer milenio antes de nuestra era. Se han encontrado asentamiento de la Edad de Bronce, así como restos de la cultura  Cherniahivs'ka.
En fuentes históricas, Andrushivka fue primero mencionada como Andrusovky en 1683. En el siglo XVII, el pueblo pertenecía al polaco Burzynski, el cual explotó la población local para trabajar duro. Burzynski construyó su  palacio en Andrushivka. Los primeros judíos llegaron a Andrushivka en 1784. En 1793 fue anexionada al Imperio ruso.

### sigloXIX

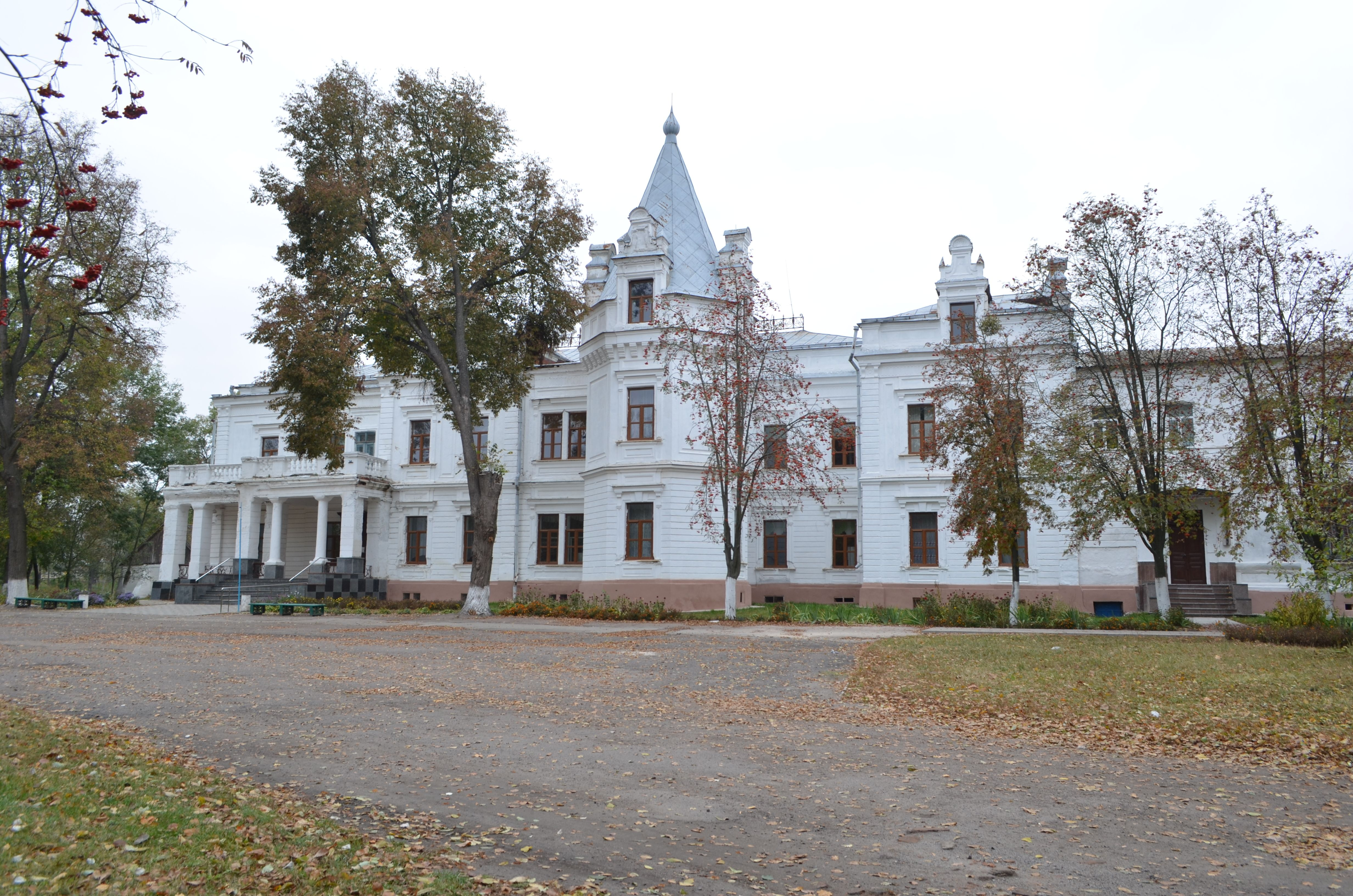
Palacio Tereschenko

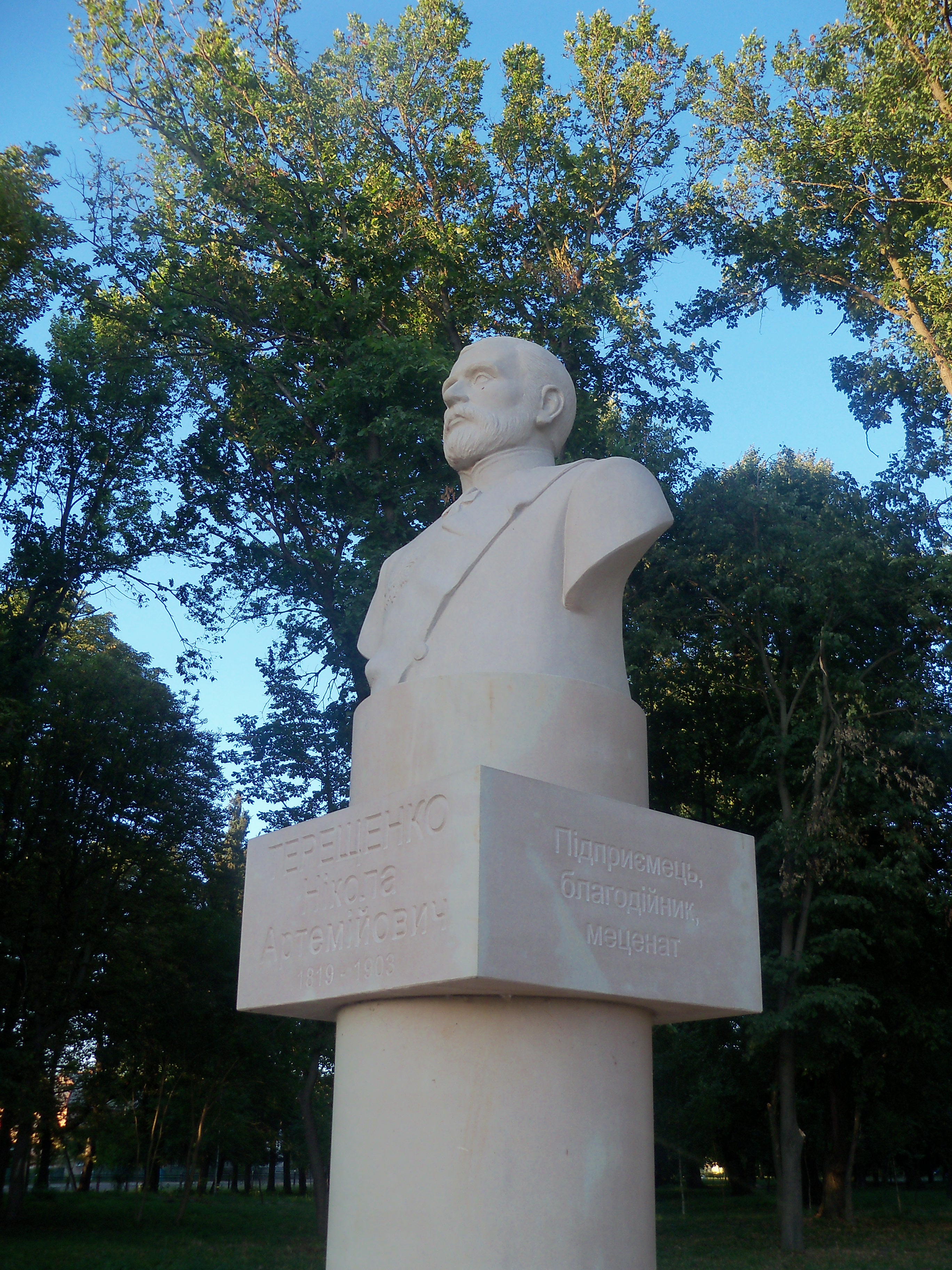
Busto de Mykola Tereshchenko en Andrushivka

Andrushivka fue, gradualmente, aumentado en extensión y población. En 1798 tenía 1.046 habitantes, una destilería que funcionaba con dos calderas, tres molinos de agua y uno con tracción animal. A mediados del siglo XIX,  Andrushivka tenía una curtiduría, una destilería y ferias bisemanales. Pero la explotación agrícola, era la fuente principal de sus ingresos y las condiciones del suelo y el clima, eran favorables para el cultivo de la remolacha y su extensión provocó un rápido crecimiento de la industria azucarera. Inicialmente había una pequeña plantación en el margen izquierdo del Rio Huyva, conocida como Yatsyukoviy. Los trabajadores venían de los pueblos de los alrededores y la remolacha se extraía por métodos primitivos, utilizando caballos y bueyes. El aumento de la población motivó un crecimiento de empleo en el sector terciario (construcción y servicios), atrayendo a la población campesina de los alrededores qué aumento con la abolición de la  Servidumbre en Rusia en 1861.
En 1869, Artemy Tereshchenko fundó la fábrica de azúcar en  Andrushivka y posteriormente construyó su palacio, conocido como  Palacio Tereshchenko, en estilo francés renacentista.

### sigloXX

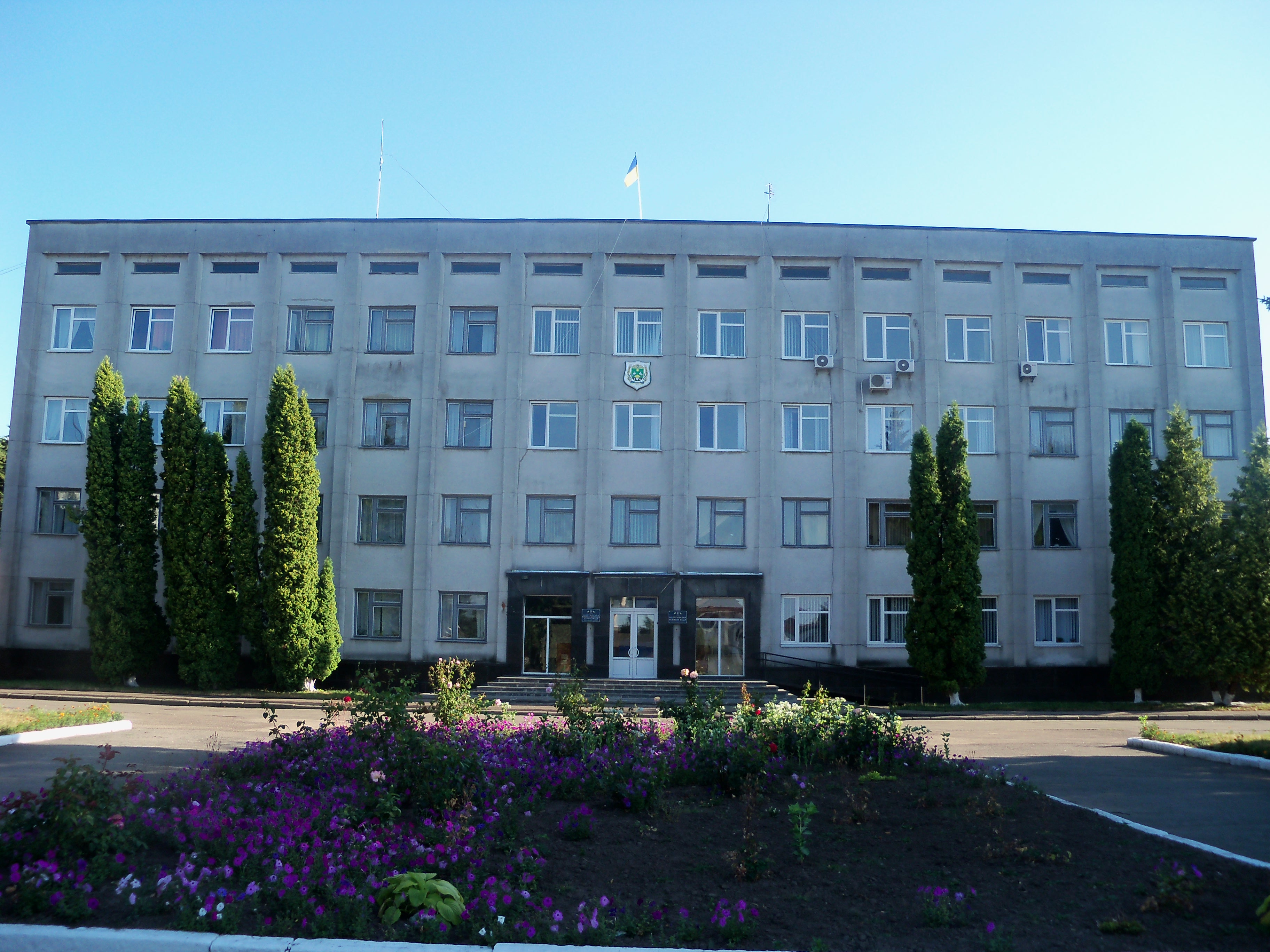
Ayuntamiento

En 1911 Andrushivka tenía una población de 2.359 personas. El gobierno soviético comenzó en enero de 1918; pero durante la Guerra Civil rusa Andrushivka pasó, repetidamente, de un gobierno a otro, hasta que la autoridad soviética, se estableció definitivamente el 8 de junio de 1920.

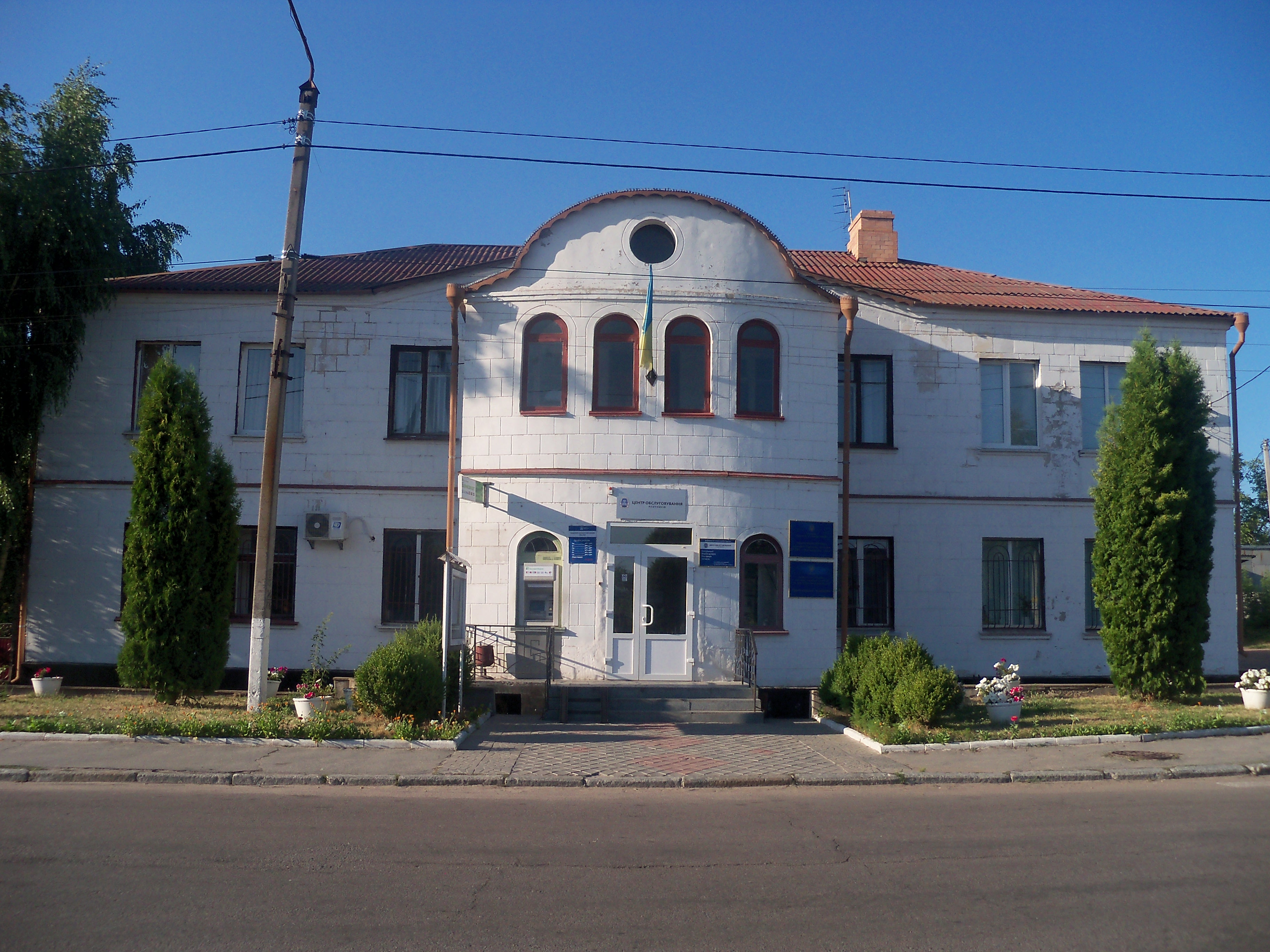
Agencia Tributaria

En agosto de 1920, las empresas fueron nacionalizadas. Después de la reforma territorial de 1923, Andrushivka se convirtió en un centro de distrito, lo cual tuvo un impacto positivo en su desarrollo económico y cultural. En los años 1927-8 la fábrica de azúcar fue modernizada, lo que permitió el aumento de la producción.

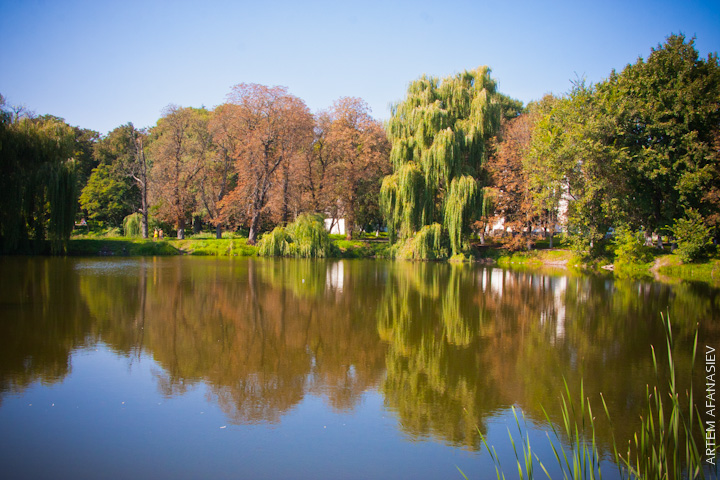
Parque

De 1930 a 1932, Andrushivka perteneció al  Oblast de Berdychiv, de 1932 a 1937 al Oblast de Kiev, y en 1937 finalmente al Oblast de Zhytomyr. En 1941 Andrushivka tenía 5,243 habitantes y 1,127 casas.
Durante la Segunda Guerra Mundial,  desde el 10 de julio de 1941 hasta el 27 de diciembre de 1943, Andrushivka estuvo bajo la ocupación alemana (Reichskommissariat Ukraine). Los nazis torturaron y fusilaron a  460 civiles, incluyendo a 216 niños y 25 ancianos y se llevaron a 84 personas para realizar trabajo forzado en Alemania. Los alemanes crearon un gueto judío en Andrushivka. En mayo de 1942, el gueto fue cerrado y 220 judíos asesinados cerca del hospital de la ciudad. Durante la guerra, la fábrica de azúcar fue bombardeada. Andrushivka fue liberada por las tropas soviéticas el 27 de diciembre de 1943. Entre el 9 de enero y el 29 de febrero de 1944 en la aldea estuvo el Cuartel General del  1.º Frente ucraniano, dirigido por un destacado comandante soviético, el general de ejército Vatutin. Se construyó un obelisco en honor a los soldados caídos en la Segunda Guerra Mundial. 
En la posguerra, se restauró la ciudad y se renovaron sus fábricas en ruinas, especialmente la fábrica de azúcar y la nueva producción y la infraestructura social comenzaron a desarrollarse nuevamente. En 1975, Andrushivka alcanzó la categoría de ciudad.
Desde la independencia de Ucrania en 1991, la ciudad ha reabierto iglesias y en  2011, se han construidos dos nuevos templos. La población ha disminuido debido a la fuerte emigración a otros países, principalmente de la Unión Europea.

### sigloXXI

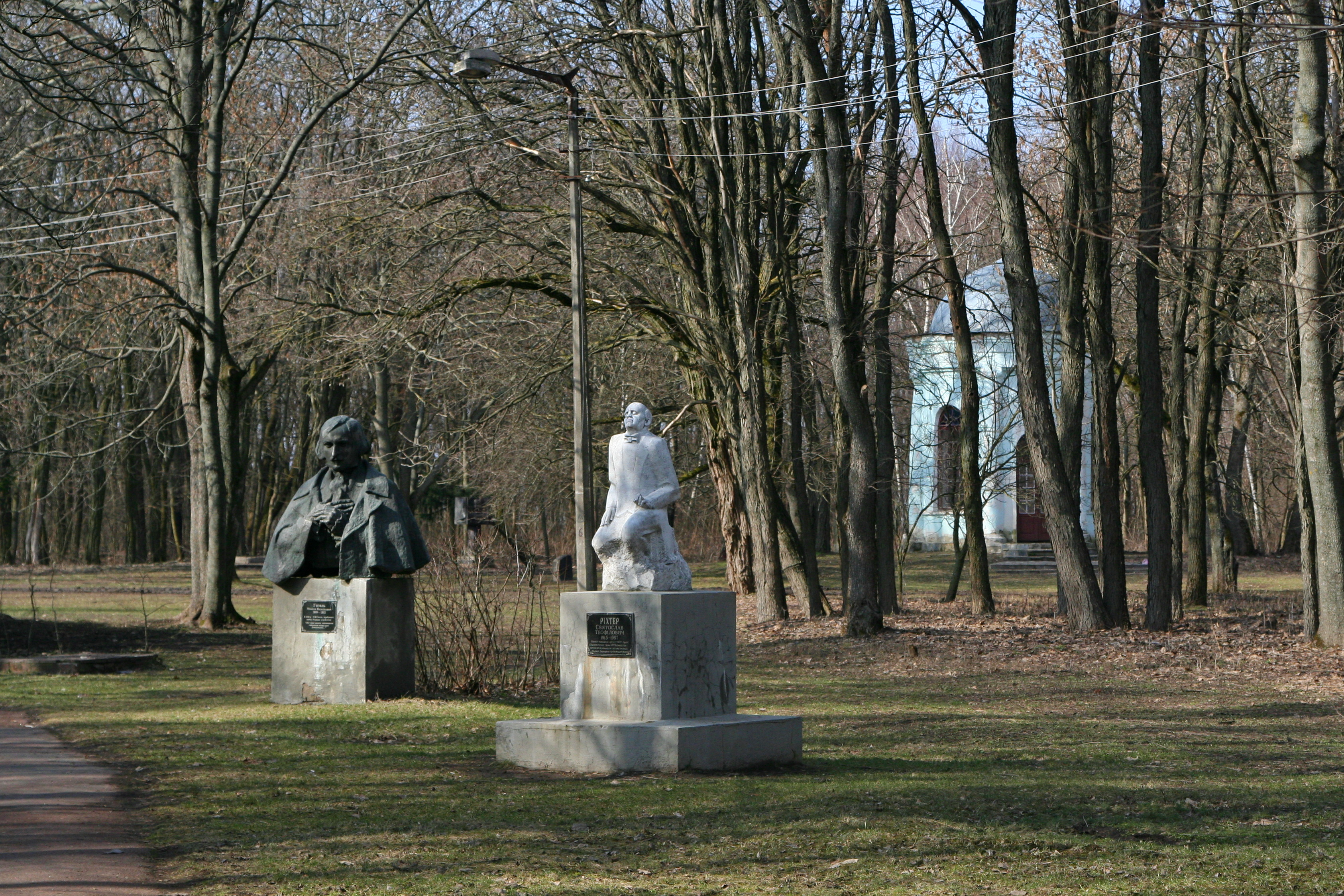
Estatuas en el parque

En 2001, se construyó un Observatorio Astronómico en los suburbios de ciudad. El 18 de septiembre de 2003, el observatorio descubrió un Cinturón de asteroides, que recibió el nombre de la ciudad, 133293 Andrushivka. El 17 de octubre del 2007, el observatorio descubrió un segundo asteroide (175636) denominado Zvyagel, al coincidir con el 750.º aniversario de la fundación de la ciudad.

## Geografía
Andrushivka se encuentra en el centro de Ucrania en el sureste del  Oblast de Zhytomyr. Se encuentra a lo largo de la carretera T0609, que lo conecta con la aldea Voltytsya en el norte, donde se une con la carretera P18 que lo conecta con la capital regional de Zhytomyr al noroeste, y las aldeas de Zabara y Chervone se encuentran a lo largo de la carretera T0609 hacia el suroeste. Las ciudades importantes más cercanas son Zhytómyr y Berdýchiv al suroeste. El río Huyva discurre en dirección norte-sur en su lado oriental. La mayor parte de sus tierras son planas, útiles para labores agrícolas.

## Hitos notables
- Andrushivka Observatorio astronómico
- Gimnasio
- Obelisco Andrushivka
- Estación de ferrocarril
- Embalse
- Fábrica de azúcar
- Centro de arte Joven
- Palacio de Burzynski
- Cementerio judío
- Palacio Tereschenko

## Personas notables
- L.Y Morozova-Kurek (1887-1952) - poeta
- V.Y. Morozov (1890-1966) - poeta y traductor
- V.Un. Zamlynskyy (1930-1993) - doctor de ciencias históricas
- Anatolii Pidhorny. (1932-1996) -  Miembro (Académico) de Academia de Ciencias de Ucrania[7]
- M.I. Slobodian (1935-) - crítico de película, Director de Instituto de Cinematografía
- S. Kulik (1960-) - productor.